# 251001 Sluch
251001 Sluch este un asteroid din centura principală de asteroizi.

## Descriere
251001 Sluch este un asteroid din centura principală de asteroizi. A fost descoperit pe 28 iulie 2006 la observatorul astronomic din Andrușivka. Asteroidul prezintă o orbită caracterizată de o semiaxă mare de 2,40 ua, o excentricitate de 0,29 și o înclinație de 12,5° în raport cu ecliptica.